# 美洲自由貿易區
美洲自由貿易區（英語：Free Trade Area of the Americas，FTAA；西班牙語：Área de Libre Comercio de las Américas，ALCA；葡萄牙語：Área de Livre Comércio das Américas，ALCA），指為消除或降低在美洲所有國家之間貿易壁壘的草案協議。最近一轮回合談判，2003年11月來自34個國家的經貿部長在美國邁阿密召開會議討論这一提議。這項草案是美國、加拿大及墨西哥之間北美自由貿易協定的擴展。反對建立这一市場者包括古巴、委內瑞拉，以及後來的玻利維亞、厄瓜多、多明尼加和尼加拉瓜，這些國家以加入「波利瓦尔美洲国家替代计划」（Bolivarian Alternative for the Americas）作為回應；而阿根廷、智利和巴西不強烈反對，但也不支持。
討論過程因遭遇類似世貿組織多哈回合談判的相同問題點而躊躇不前；已開發國家要求擴大服務業的交易並提升知识产权的保護，但最不发达国家則要求停止對農產品的補貼和自由貿易。與世贸组织談判類似，巴西在最不发达国家中扮演領導角色，而美國則在发达國家中扮演類似角色。
談判始於1994年12月11日在邁阿密舉行的美洲国家首脑峰会，但直到2001年在加拿大魁北克舉行美洲国家首脑峰会，期間，「美洲自由貿易區」才引起公眾注意，這次會議成了反私有化和反全球化大型抗議活動的目標。2003年邁阿密談判遭到類似抗議，但或許規模小了些。最近一次美洲国家首脑峰会，於2005年11月在阿根廷的马德普拉塔舉行，但未達成任何關於「美洲自由貿易區」的協議。出席這次談判的34個國家，其中26個國家承諾在2006年再次開會恢復談判，但類似會議再也沒有舉行。
在先前的談判過程，美國一直推動降低貨物貿易壁壘，同時提升知识產權保護的單一全方位協定。具體的知识產權保護可能包括数字千年版权法案（DMCA）式的版權保護措施，類似美澳自由貿易協定。另一保護措施可能將限制醫藥製品的再輸入或交叉輸入，類似於美加之間的協議草案。
巴西曾提出一套三軌方法，要求簽訂降低貨物關稅的多項雙邊協定，以及關於原產地規則和爭端解決過程的西半球公約。巴西設法將引起較多爭論的議題免排除在協定之外，將他們留給WTO解決。
「美洲自由貿易區」秘書處的地點原本應在2005年拍板定案。參加角逐的城市包括︰美國的亞特蘭大、芝加哥、加爾維斯敦、休斯頓、邁阿密；墨西哥的坎昆、普埃布拉州；波多黎各的聖胡安；巴拿馬的巴拿馬市；以及千里達及托巴哥的西班牙港。原先美國的科羅拉多泉市也曾參加角逐，但後來放棄。談判過程期間，邁阿密、巴拿馬市和Puebla曾成功地作為臨時秘書處。2007年11月後，僅美國的邁阿密和千里達的西班牙港看起來仍為設置秘書處而積極奔走。
马德普拉塔峰會的失敗，封殺了讓「美洲自由貿易區」賴以存活的全方位議程，意味著在可預知的將來幾乎沒有機會達成全方位的貿易協定。

## 反對和批評
在「美洲自由貿易區」發展的每一階段都曾遇到排山倒海的反對運動。由退休人士、勞工團體、環境學者、人權鬥士及和平鬥士聯合組成的團體，加上熱心人士，都曾在倡議「美洲自由貿易區」的兩次大型會議期間表達抗議。
反對「美洲自由貿易區」最力的就是委內瑞拉總統查維茲，他曾將「美洲自由貿易區」描述成為美國剝削拉丁美洲的「併吞計畫」和「帝國主義工具」。查維茲大力促銷仿效歐盟模式（首先強調能源和基礎設施的協定，逐步延伸到其他領域，最後達成會員國之間包括經濟、政治和軍事的完全統合）的「美洲波利瓦替代協議」，用以對抗「美洲自由貿易區」計畫。
此外，玻利維亞總統莫拉萊斯亦將美國幕後支持的「美洲自由貿易區」比擬為一項「使美洲殖民地合法化的協定」。
另一方面，巴西總統盧拉·達·席爾瓦和阿根廷總統內斯托爾·基什內爾曾表態他們不反對「美洲自由貿易區」，但是他們要求協定內容必須包括廢除美國的農業補貼，有效的進入外國市場，以及更進一步考慮成員國的需要和敏感性。
美國提出之條約最常引發爭論的議題之一就是關於專利權和版權。批評家聲稱若實現和採用美國提出的措施，將會阻止拉丁美洲的科學研究，引起更多的不平等及對已開發國家技術上的依賴。關於專利權議題，批評「美洲自由貿易區」的若干人士，例如加拿大民族主義者Maude Barlow，曾指控美國企圖取得拉美製造發明的專利。在加拿大人理事會（Council of Canadians）網站上，Maude Barlow寫道︰「這項協定明訂出關於專利權、版權和商標可實施的全球規章。已經遠超過保護原始發明或文化產品的最初範圍，而現在允許取得動、植物形式以及種子專利權的實踐。促進了民營公司的私人權利，超越地方社區和他們的遺產和傳統醫藥。」